# Ampedus cinnabarinus
Ampedus cinnabarinus es una especie de escarabajo del género Ampedus, familia Elateridae. Fue descrita científicamente por Eschscholtz en 1829.
Esta especie se encuentra en varios países de Europa. 